# Jiaomen Ovest
Jiaomen Ovest (in cinese: 角门西站S, Jiǎoménxī zhànP), indicata sulla segnaletica ufficiale anche con la dicitura inglese Jiaomen Xi (W), è una stazione della linea 4 e della linea circolare 10 della metropolitana di Pechino.
La stazione della linea 4 è entrata in funzione in concomitanza con l'inaugurazione dell'intera linea, avvenuta il 28 settembre 2009. La stazione della linea 10, invece, è stata inaugurata il 30 dicembre 2012.

## Posizione
La stazione di Jiaomen Ovest si trova nel sottodistretto di Majiapu, nel distretto di Fengtai, all'incrocio tra West Majiapu Road e Jiahe Road. La stazione deve il suo nome in quanto situata a ovest del quartiere di Jiaomen.

## Struttura e impianti
Entrambe le stazioni sono sotterranee, con la stazione della linea 4 che si trova ad un piano superiore rispetto a quella della linea 10. Le due stazione sono interconnesse tramite una struttura incrociata. Entrambe le stazioni presentano una banchina centrale. La stazione dispone di 8 accessi, indicati con le lettere A1, A2, B, C, D, E, F e G. Gli ingressi A1, A2 e G sono accessibili ai portatori di handicap grazie alla presenza di ascensori.

## Servizi
Le stazioni dispongono di:
- Accessibilità per portatori di handicap (solo uscite A1, A2 e G)
- Ascensori (solo uscite A1, A2 e G)
- Scale mobili
- Emettitrice automatica biglietti
- Servizi igienici
- Sportello automatico
- Distributori automatici
- Stazione video sorvegliata
- Ufficio polizia

### Orari
Linea 4:
Dal 30 dicembre 2010 la linea 4 condivide il percorso con la Linea Daxing; dalla stazione di Jiaomen Ovest, relativamente alla linea 4, si operano i servizi come segue:
- Un servizio che copre l'intera tratta, da Anheqiao Nord, da dove inizia la Linea 4, fino a Tiangongyuan, capolinea della Linea Daxing.[10]
- Un servizio ridotto che copre l'intera Linea 4 al quale si aggiunge la fermata Xingong della Linea Daxing, la prima stazione della Linea Daxing, quindi offrendo corse da Anheqiao Nord a Xingong. I passeggeri che intendono proseguire verso sud devono scendere e cambiare binario in direzione Tiangongyuan.[11]

La prima corsa direzione Anheqiao Nord parte tutti i giorni alle 5:04 da Jiaomen Ovest, mentre l'ultima alle 23:18. In direzione Tiangongyuan (linea Daxing), il primo treno opera alle ore 5:47 mentre l'ultimo alle 23:24. Inoltre, relativamente al servizio ridotto della linea, l'ultima corsa da Jiaomen Ovest parte alle 23:37 e termina a Gongyi Xiqiao alle 23:39.
Linea 10:
Essendo una linea circolare, la linea 10 dispone di due percorsi concentrici che operano come segue:
- L'anello interno, da Bagou direzione Guomao, Songjiazhuang e Chedaogou, con tratte ridotte che terminano a Bagou o Chengshousi.
- L'anello esterno, da Bagou direzione Chedaogou, Songjiazhuang e Guomao, con tratte ridotte che terminano a Chedaogou.

Per il servizio dell'anello interno, la prima corsa da Jiaomen Ovest parte alle 5:17 mentre l'ultimo treno che esegue il percorso completo è alle 21:53. Per le tratte ridotte, l'ultimo treno con destinazione finale Bagou è previsto alle 23:37 mentre quello con termine a Chengshousi alle 22:13.
Riguardo l'anello esterno, la prima corsa è alle 5:27 mentre l'ultimo treno che esegue il percorso completo è previsto alle 21:28. L'ultima corsa ridotta direzione fino a Chedaogou parte da Jiaomen Ovest alle 23:13.

### Tariffazione
Linea 4:
- Jiaomen Ovest — Xingong (condiviso con la linea Daxing)
- Jiaomen Ovest — Tiangongyuan (condiviso con la linea Daxing)
- Jiaomen Ovest — Anheqiao Nord

Dalla stazione di Jiaomen Ovest la tariffazione parte da un prezzo di ¥3 (circa €0,40) a seconda della distanza di viaggio totale da percorrere, fino a un massimo di ¥7 (circa €1).
Linea 10:
- Jiaomen Ovest — Guomao — Songjiazhuang — Chedaogou
- Jiaomen Ovest — Bagou — Chedaogou —Guomao

Dalla stazione di Jiaomen Ovest la tariffazione parte da un prezzo di ¥3 (circa €0,40), a seconda della distanza di viaggio totale da percorrere, fino a un massimo di ¥7 (circa €0,80).

## Interscambi
Fermata autobus